# Seonggyun-gwan scandal
Seonggyun-gwan scandal (성균관 스캔들?, lett. Scandalo a Seonggyun-gwan; titolo internazionale Sungkyunkwan Scandal) è una serie televisiva sudcoreana trasmessa nel 2010 su KBS2. È basata sull'omonimo romanzo di Jung Eun-gwol.

## Trama
In un'era in cui la società non permette l'educazione né il lavoro femminile, la giovane Kim Yoon-hee si traveste come suo fratello, Kim Yoon-shik, al fine di far quadrare i conti della sua famiglia. Passa attraverso una serie di lavoretti, soprattutto in una libreria locale, prima che le venga offerta la possibilità di aumentare i suoi guadagni sostituendo un candidato per l'imminente esame di ammissione al Sungkyunkwan, l'istituto d'istruzione più prestigioso del periodo. Viene però scoperta dall'onesto Lee Sun-joon, che riconosce in seguito il talento di Yoon-hee e la incoraggia a iscriversi all'università. Qui, la ragazza deve sopportare i maltrattamenti dello studente di grado superiore Gu Yong-ha, i continui sbalzi d'umore del compagno di stanza Moon Jae-shin, evitare di finire nei guai con il rigoroso presidente del corpo studentesco Ha In-soo e mantenere il suo segreto, il tutto mentre cerca di tenere a bada i suoi sentimenti crescenti per Lee Sun-joon.

## Personaggi

### Personaggi principali
- Kim Yoon-hee, interpretata da Park Min-young e da Bang Joon-seo (da giovane)
- Lee Sun-joon, interpretato da Park Yoochun
- Moon Jae-shin, interpretato da Yoo Ah-in
- Gu Yong-ha, interpretato da Song Joong-ki
- Ha In-soo, interpretato da Jun Tae-soo
- Ha Hyo-eun, interpretata da Seo Hyo-rim
- Cho-sun, interpretata da Kim Min-seo
- Jeong Yak-yong, interpretato da Ahn Nae-sang
- Re Jeongjo di Joseon, interpretato da Jo Sung-ha
- Lee Jung-moo, interpretato da Kim Kap-soo
Ministro di Stato della Sinistra.
- Ha Woo-kyu, interpretato da Lee Jae-yong
Ministro della Guerra.
- Signorina Jo, interpretata da Kim Mi-kyung
Madre di Yoon-hee.

### Personaggi secondari
- Im Byung-choon, interpretato da Kang Sung-pil
- Seol Go-bong, interpretato da Kim Dong-yoon
- Kang-moo, interpretato da Chae Byung-chan
- Yoo Chang-ik, interpretato da Park Geun-soo
- Choi Shin-mook, interpretato da Kim Ha-kyoon
- Go Jang-bok, interpretato da Kim Young-bae
- Ham Choon-ho, interpretato da Im Young-pil
- Ahn Do-hyun, interpretato da Kim Jung-kyoon
- Kim Woo-tak, interpretato da Jang Se-hyun
- Bae Hae-won, interpretato da Hwang Chan-woo
- Nam Myung-shik, interpretato da Joo Ah-sung
- Park Dal-jae, interpretato da Lee In
- Chae Je-gong, interpretato da Kim Ik-tae
Primo Ministro.
- Kim Yoon-shik, interpretato da Han Yun
Fratello di Yoon-hee.
- Moon Geun-soo, interpretato da Choi Dong-joon
Ministro della Giustizia.
- Assistente del Ministro della Guerra, interpretato da Park Dong-bin
- Hwang-ga, interpretato da Kim Kwang-gyu
- Soon-dol, interpretato da Ryu Dam
- Beo-deul, interpretata da Sung Hyun-joo
- Aeng-aeng, interpretata da Im Yoon-jung
- Seom-seom, interpretata da Jung Hye-mi
- Bok-soo, interpretato da Lee Min-ho
Ladruncolo.
- Bok-dong, interpretato da Kim Dong-hyun
Paggio.
- Ufficiale Hanseongbu, interpretato da Park Chul-min
- Padre di Gu Yong-ha, interpretato da Lee Dal-hyung

## Ascolti
| 1     | 30 agosto 2010    | 7,7%  | 8,6%  | 6,3%  | 8,7%  |
| 2     | 31 agosto 2010    | 7,2%  | 8,2%  | 6,3%  | 9,0%  |
| 3     | 6 settembre 2010  | 8,0%  | 8,1%  | 7,3%  | 9,3%  |
| 4     | 7 settembre 2010  | 7,6%  | 8,0%  | 7,5%  | 8,8%  |
| 5     | 13 settembre 2010 | 7,8%  | 8,1%  | 8,0%  | 9,5%  |
| 6     | 14 settembre 2010 | 8,0%  | 7,8%  | 8,4%  | 8,4%  |
| 7     | 20 settembre 2010 | 9,7%  | 9,0%  | 8,7%  | 9,0%  |
| 8     | 21 settembre 2010 | 8,2%  | 8,2%  | 7,9%  | 9,5%  |
| 9     | 27 settembre 2010 | 9,8%  | 9,2%  | 9,2%  | 9,6%  |
| 10    | 28 settembre 2010 | 10,1% | 9,3%  | 10,2% | 10,6% |
| 11    | 4 ottobre 2010    | 9,2%  | 8,8%  | 10,4% | 10,5% |
| 12    | 5 ottobre 2010    | 9,9%  | 9,7%  | 10,7% | 11,1% |
| 13    | 11 ottobre 2010   | 11,2% | 11,1% | 12,8% | 13,1% |
| 14    | 12 ottobre 2010   | 10,3% | 10,1% | 10,9% | 10,9% |
| 15    | 18 ottobre 2010   | 13,0% | 13,0% | 13,1% | 14,0% |
| 16    | 19 ottobre 2010   | 13,7% | 13,7% | 14,3% | 15,1% |
| 17    | 25 ottobre 2010   | 12,9% | 13,1% | 13,0% | 13,9% |
| 18    | 26 ottobre 2010   | 12,0% | 11,9% | 12,6% | 13,4% |
| 19    | 1º novembre 2010  | 12,5% | 12,2% | 11,8% | 12,6% |
| 20    | 2 novembre 2010   | 13,3% | 13,2% | 12,8% | 13,4% |
| Media | Media             | 10,1% | 10%   | 10,1% | 10,6% |

## Colonna sonora
Parte 1
1. Seonggyun-gwan scandal (성균관 스캔들)
2. Found You (찾았다) - JYJ
3. Drawing You (그대를 그리다) - Yun Jung
4. Too Love - Xiah Junsu
5. It's Separation to You, It's Waiting for Me (너에겐 이별 나에겐 기다림) - Kim Jae-joong
6. Youth Scandal (청춘스캔들) - Lee Min-young
7. Sad to Say - Kim Dong-wook
8. Love Is (사랑이란) - Jung Sun-ah
9. Drawing You (그대를 그리다) (versione acustica) - Nara
10. It's Separation to You, It's Waiting for Me (너에겐 이별 나에겐 기다림) (Voice Ver.) - K
11. Chinese Milk Vetch (자운영)
12. TROUBLE MAKER
13. The Lives of Confucian Scholars (유생들의 나날)

Parte 2
1. (꽃바람 부는 길 (윤희테마))
2. (달의 향기를 품고)
3. (비루 (悲淚))
4. Seonggyungwan Happening (성균관 해프닝)
5. (잘금4인방)
6. (찔끔4인방)
7. (화조월석 (선준, 윤희의 사랑가))

## Premi e candidature
| Anno | Premi                                                          | Categoria                                                 | Destinatario                  | Risultato       |
| ---- | -------------------------------------------------------------- | --------------------------------------------------------- | ----------------------------- | --------------- |
| 2010 | KBS Drama Awards                                               | Premio miglior coppia                                     | Park Yoochun e Park Min-young | Vincitore/trice |
| 2010 | KBS Drama Awards                                               | Premio miglior coppia                                     | Yoo Ah-in e Song Joong-ki     | Vincitore/trice |
| 2010 | KBS Drama Awards                                               | Premio popolarità, attore                                 | Song Joong-ki                 | Vincitore/trice |
| 2010 | KBS Drama Awards                                               | Premio degli internauti, attore                           | Park Yoochun                  | Vincitore/trice |
| 2010 | KBS Drama Awards                                               | Premio degli internauti, attore                           | Song Joong-ki                 | Candidato/a     |
| 2010 | KBS Drama Awards                                               | Premio degli internauti, attore                           | Yoo Ah-in                     | Candidato/a     |
| 2010 | KBS Drama Awards                                               | Premio Netizen, Attrice                                   | Park Min-young                | Vincitore/trice |
| 2010 | KBS Drama Awards                                               | Miglior nuovo attore                                      | Park Yoochun                  | Vincitore/trice |
| 2010 | KBS Drama Awards                                               | Miglior nuovo attore                                      | Yoo Ah-in                     | Candidato/a     |
| 2010 | KBS Drama Awards                                               | Premio eccellenza, attrice in un drama di media lunghezza | Park Min-young                | Vincitore/trice |
| 2010 | KBS Drama Awards                                               | Massimo riconoscimento di eccellenza, attore              | Kim Kap-soo                   | Vincitore/trice |
| 2011 | 47th Baeksang Arts Awards                                      | Premio popolarità, attore (TV)                            | Park Yoochun                  | Vincitore/trice |
| 2011 | 47th Baeksang Arts Awards                                      | Migliore nuovo regista (TV)                               | Kim Won-seok                  | Vincitore/trice |
| 2011 | 47th Baeksang Arts Awards                                      | Miglior nuovo attore (TV)                                 | Park Yoochun                  | Vincitore/trice |
| 2011 | 47th Baeksang Arts Awards                                      | Miglior attrice (TV)                                      | Park Min-young                | Candidato/a     |
| 2011 | 47th Baeksang Arts Awards                                      | Miglior drama                                             | Seonggyun-gwan scandal        | Candidato/a     |
| 2011 | 6th Seoul International Drama Awards                           | Premio del pubblico                                       | Park Yoochun                  | Vincitore/trice |
| 2011 | 6th Seoul International Drama Awards                           | Miglior colonna sonora                                    | Found You - JYJ               | Candidato/a     |
| 2011 | 6th Seoul International Drama Awards                           | Miglior attore coreano                                    | Park Yoochun                  | Vincitore/trice |
| 2011 | 6th Seoul International Drama Awards                           | Miglior attrice coreana                                   | Park Min-young                | Candidato/a     |
| 2011 | 6th Seoul International Drama Awards                           | Miglior drama coreano                                     | Seonggyun-gwan scandal        | Vincitore/trice |
| 2011 | 4th Korea Drama Awards                                         | Miglior attrice                                           | Park Min-young                | Candidato/a     |
| 2011 | 4th Korea Drama Awards                                         | Miglior regia                                             | Kim Won-seok                  | Vincitore/trice |
| 2011 | 38th Korea Broadcasting Awards                                 | Miglior drama di media lunghezza                          | Seonggyun-gwan scandal        | Vincitore/trice |
| 2012 | 55th New York Festivals International Television & Film Awards | Medaglia di bronzo mondiale per la miglior miniserie      | Seonggyun-gwan scandal        | Vincitore/trice |

## Distribuzioni internazionali
| Paese      | Canale/i                | Prima TV                          | Titolo                                                     |
| ---------- | ----------------------- | --------------------------------- | ---------------------------------------------------------- |
| Hong Kong  | Drama 1                 | 6 febbraio al 10 aprile 2010      | 成均館緋聞 - Cheng Jun Guan Fei Wen                        |
| Hong Kong  | J2                      | 15 marzo al 26 aprile 2012        | 成均館緋聞 - Cheng Jun Guan Fei Wen                        |
| Taiwan     | Videoland Drama Channel | 16 giugno al 29 luglio 2011       | 成均館緋聞 - Cheng Jun Guan Fei Wen                        |
| Taiwan     | ELTA TV                 | 24 gennaio al 20 febbraio 2012    | 成均館緋聞 - Cheng Jun Guan Fei Wen                        |
| Giappone   | TV Tokyo                | 14 settembre al 24 novembre 2011  | トキメキ☆成均館スキャンダル - Tokimeki ☆ Seikinkan Scandal |
| Thailandia | BBTV Channel 7          | 25 settembre 2011                 | บัณฑิตหน้าใส หัวใจว้าวุ่น                                         |
| Filippine  | ABS-CBN                 | 29 ottobre 2012 al 4 gennaio 2013 | Secret Love: Sungkyunkwan Scandal                          |
| Malaysia   | NTV7                    |                                   |                                                            |
| Sri Lanka  | ITN                     |                                   | අසලියා මල - Asaliya Mala                                     |
| Indonesia  | Indosiar                | 28 novembre al dicembre 2011      | Sungkyunkwan Scandal                                       |

## Altre versioni
La serie fu editata in una versione cinematografica proiettata nei cinema giapponesi dal 6 al 19 maggio 2011 come parte del "Dokimeki☆Ikemen Festival."
Per celebrare il primo anniversario di Seonggyun-gwan scandal, la rete sudcoreana via cavo QTV ri-editò il drama in un film televisivo da due ore trasmesso il 10 settembre 2011.